# Кайзер, Оскар Мартынович
Иоган Оскар (Оскар Мартынович) Кайзер  (1862, Санкт-Петербург — 28 октября 1931, Петербург) — российский график.
Учился в Центральном училище технического рисования барона Штиглица (1879-1888) у В. В. Матэ в классе ксилографии и офорта (1882-1886), у К. А. Савицкого в натурном классе. Окончил училище с золотой медалью по классу майолики, одновременно получив диплом учёного рисовальщика. Исполнил ряд офортов для издания «Каталог временной выставки старинных (18 столетия) серебряных вещей в Музее рисовального училища барона Штиглица» (СПб., 1885). В 1895—1898 годах работал в Германии, Франции, Италии. Преподавал в ПХУ[уточнить] (1901-1929), землеустроительном техникуме (1923-1930). Исполнял обязанности директора ПХУ в 1909-1910 годах.